# 圣叙尔皮斯-洛里耶尔站
圣叙尔皮斯-洛里耶尔站是法国的一个铁路车站，位于法国中部上维埃纳省市镇圣叙尔皮斯-洛里耶尔。

## 位置
圣叙尔皮斯-洛里耶尔站位于法国圣叙尔皮斯-洛里耶尔市镇范围内，距离市镇政府（Mairie）东南大约700米。车站大致呈西北-东南走向，开口朝东北。
圣叙尔皮斯-洛里耶尔站是一个区域性的铁路枢纽，法国著名的南北铁路干线POLT（奥尔良至蒙托邦段）与东西向的蒙吕松－圣叙尔皮斯-洛里耶尔铁路在此交汇。由于后者由南侧接入圣叙尔皮斯-洛里耶尔站，且该线路尚未电气化，因此连接蒙吕松和利摩日两个方向的列车需在圣叙尔皮斯-洛里耶尔站进行换向。

## 站台设置
| 东北↑ |      |                             | 主站房 |
|       | 侧式 |                             |        |
| A道   |      | 蒙吕松/盖雷 ↔ 利摩日/波尔多 |        |
| 1道   |      | 利摩日→                     |        |
|       | 岛式 |                             |        |
| 2道   |      | ←拉苏泰赖讷/沙托鲁          |        |
|       |      | （废弃）                    |        |
|       | 岛式 |                             |        |
| D道   |      |                             |        |
|       |      | 存车线                      |        |
| 西南↓ |      |                             |        |

## 车站概况
因客流量较小，原有的人工售票窗口已于2015年底关闭。

## 车站轶事
圣叙尔皮斯-洛里耶尔站门口有12棵银杏树，1864年由时任圣叙尔皮斯-洛里耶尔站站房工程师M de Leffe的朋友从日本引进。这也是法国本土仅有几棵的银杏树之一。

## 停靠线路
以下列车线路在圣叙尔皮斯-洛里耶尔站停靠：
| 圣叙尔皮斯-洛里耶尔站列车线路表 |      |                     |                   |              |
| 线路                            | 车种 | 上一站              | 下一站            | 大致运行频率 |
| 维耶尔宗/沙托鲁—利摩日          | TER  | 拉苏泰赖讷/贝尔萨克 | 拉容谢尔          | 每天7趟左右  |
| 拉苏泰赖讷—利摩日               | TER  | 贝尔萨克            | 拉容谢尔          | 每天1~2趟    |
| 蒙吕松/盖雷—利摩日              | TER  | 马尔萨克            | 拉容谢尔/昂巴扎克 | 每天3趟左右  |
| 蒙吕松—波尔多                   | TER  | 盖雷                | 利摩日            | 每天1趟      |
| 1.                              |      |                     |                   |              |

## 配套交通

### 城际客运
圣叙尔皮斯-洛里耶尔站对应的大巴车上下车地点位于车站前方的空地上，当某条铁路线施工或罢工时，SNCF会提供途径该线路沿途站点的大巴车。

### 城市公共交通
圣叙尔皮斯-洛里耶尔暂无常规公交线路，前往周边市镇的旅客可预约出租车（Taxi）。

## 临近车站
| 圣叙尔皮斯-洛里耶尔站（Gare de Saint-Sulpice-Laurière） |                                |                    |
| 上行车站                                                | 线路                           | 下行车站           |
| 贝尔萨克站 5.9km ←                                      | 莱索布赖—蒙托邦铁路            | 拉容谢尔站 → 7.4km |
| 马尔萨克站 12.7km ←                                     | 蒙吕松—圣叙尔皮斯-洛里耶尔铁路 | （终点）           |